# اندروس سیمه
اندروس سیمه (انگلیسی: Andrus Seeme؛ زادهٔ ۸ نوامبر ۱۹۶۹)  سیاستمدار و نماینده مجلس اهل استونی است.